# Klahosaht
Klahosaht, izumrlo pleme Nootka Indijanaca, porodica Wakashan, u kraju sjeverno od Nootka Sounda na kanadskom otoku Vancouver, provincija Britanska Kolumbija. Klahosahte spominje pustolov John Rodgers Jewitt koji je na područje Nootka Sounda došao trgovačkim brodom  'Boston' . Vjerojatno su se otopili među drugim Aht skupinama, poglavito, misli Hodge među Mooachahtima, danas nazivanih Nootka ili Mowachaht. 

## Vanjske poveznice
- Nooksak and Nootka Indians of Canada